# Gladis Guadalupe Bueno Placencia
Gladis Guadalupe Bueno Placencia (* 12. Februar 1994) ist eine mexikanische Gewichtheberin.

## Karriere
Sie war 2011 Jugend-Vize-Weltmeisterin, 2013 Junioren-Weltmeisterin und 2014 Panamerikanische Meisterin der Junioren. Bei den Aktiven wurde sie bei der Universiade 2013 in Kasan Siebte im Superschwergewicht. Bei den Weltmeisterschaften im selben Jahr in Almaty erreichte sie den 13. Platz. 2014 wurde sie Zweite bei den Panamerikanischen Meisterschaften in Reno. Allerdings wurde sie bei der Dopingkontrolle positiv auf Boldenon getestet und vom Weltverband IWF für zwei Jahre gesperrt.